# هوفينغن
هوفينغن (بالألمانية: Hüfingen) هي مدينة وبلدة ألمانية تقع في ألمانيا في Schwarzwald-Baar-Kreis.[بحاجة لمصدر] يقدر عدد سكانها بـ 7,823 نسمة .

## المدن التوأمة
مدينة Ornans هي مدينة توأمة لـهوفينغن.